# Mémorial Philippe Van Coningsloo 2015
La 23e édition du Mémorial Philippe Van Coningsloo a eu lieu le 7 juin 2015. La course fait partie du calendrier UCI Europe Tour 2015 en catégorie 1.2. C'est également la quatrième épreuve de la Topcompétition 2015.
Elle a été remportée par le Belge Robin Stenuit (Veranclassic-Ekoï) qui s'impose, lors d'un sprint impliquant dix coureurs, respectivement devant le Norvégien Fredrik Strand Galta (Coop-Øster Hus) et son compatriote Timothy Stevens (Vastgoedservice-Golden Palace).

## Présentation

### Parcours
Le départ de la course est donné à Wavre et son arrivée est jugée à Bonheiden.

### Équipes
Classé en catégorie 1.2 de l'UCI Europe Tour, le Mémorial Philippe Van Coningsloo est par conséquent ouvert aux équipes continentales professionnelles belges, aux équipes continentales, aux équipes nationales et aux équipes régionales et de clubs.
Vingt-huit équipes participent à ce Mémorial Philippe Van Coningsloo - seize équipes continentales, une équipe nationale et onze équipes régionales et de clubs :
| Équipes continentales          | Équipes continentales | Équipes continentales |
| Nom de l'équipe                | Pays                  | Code                  |
| ------------------------------ | --------------------- | --------------------- |
| 3M                             | Belgique              | MMM                   |
| An Post-ChainReaction          | Irlande               | SKT                   |
| AWT-Greenway                   | Tchéquie              | AWT                   |
| Cibel                          | Belgique              | CIB                   |
| Colba-Superano Ham             | Belgique              | CSH                   |
| Color Code-Aquality Protect    | Belgique              | CCB                   |
| Coop-Øster Hus                 | Norvège               | COH                   |
| Jo Piels                       | Pays-Bas              | CJP                   |
| Metec-TKH-Mantel               | Pays-Bas              | MET                   |
| Parkhotel Valkenburg           | Pays-Bas              | PVC                   |
| Start-Massi                    | Paraguay              | STF                   |
| T.Palm-Pôle Continental Wallon | Belgique              | PCW                   |
| Vastgoedservice-Golden Palace  | Belgique              | VGS                   |
| Veranclassic-Ekoï              | Belgique              | VER                   |
| Verandas Willems               | Belgique              | WIL                   |
| Wallonie-Bruxelles             | Belgique              | WBC                   |

| Équipe nationale                     | Équipe nationale | Équipe nationale |
| Nom de l'équipe                      | Pays             | Code             |
| ------------------------------------ | ---------------- | ---------------- |
| Équipe nationale de Nouvelle-Zélande | Nouvelle-Zélande | NZL              |

| Équipes régionales et de clubs | Équipes régionales et de clubs | Équipes régionales et de clubs |
| Nom de l'équipe                | Pays                           | Code                           |
| ------------------------------ | ------------------------------ | ------------------------------ |
| Asfra Racing Oudenaarde        | Belgique                       | ASF                            |
| Baguet-MIBA Poorten-Indulek    | Belgique                       | BMP                            |
| BCV Works-Soenens              | Belgique                       | BCV                            |
| EFC-Etixx                      | Belgique                       | EFC                            |
| Lotto-Soudal U23               | Belgique                       | LTU                            |
| Ottignies-Perwez               | Belgique                       | OTP                            |
| Profel United                  | Belgique                       | PFU                            |
| Prorace                        | Belgique                       | PRO                            |
| Toekomstvrienden-Rock Werchter | Belgique                       | TOE                            |
| Van Der Vurst-Hiko             | Belgique                       | VDV                            |
| VL Technics-Experza-Abutriek   | Belgique                       | VLT                            |

### Règlement de la course

#### Primes
Les vingt prix sont attribués suivant le barème de l'UCI,. Le total général des prix distribués est de 6 010 €.
| Position | 1er     | 2e      | 3e    | 4e    | 5e    | 6e    | 7e    | 8e    | 9e    | 10e à 20e |
| Prix     | 2 425 € | 1 210 € | 607 € | 305 € | 240 € | 180 € | 180 € | 118 € | 118 € | 57 €      |

Ainsi, Robin Stenuit remporte 2 425 €, Fredrik Strand Galta 1 210 €, Timothy Stevens 607 €, Dennis Bakker 305 €, Nicolas Vereecken 240 €, Floris Smeyers et Dries Van Gestel 180 €, Dimitri Peyskens et Frederik Frison 118 €, Tim Rodenburg, Dion Beukeboom, Wim Stroetinga, Erik Baška, Jelle Mannaerts, Joeri Stallaert, Johim Ariesen, Joeri Calleeuw, Ruben Geerinckx, Michael Goolaerts et Christophe Noppe 57 €.

## Classements

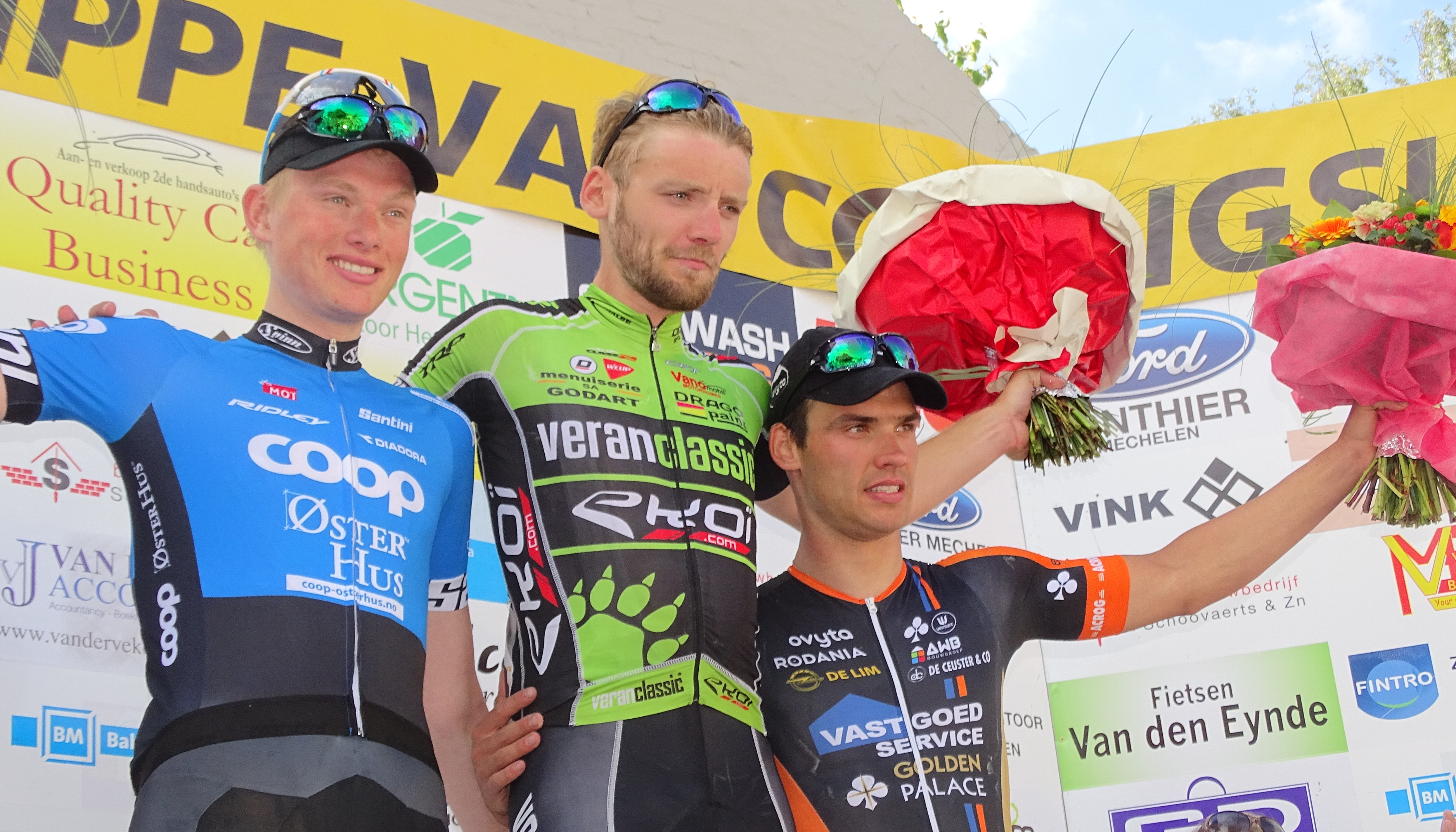
Fredrik Strand Galta (2e), Robin Stenuit (1er) et Timothy Stevens (3e).

### Classement final
La course est remportée par le Belge Robin Stenuit (Veranclassic-Ekoï) qui a parcouru les 181 kilomètres en 4 h 3 min 5 s, soit à une vitesse moyenne de 44,676 km/h. Il est suivi dans le même temps par le Norvégien Fredrik Strand Galta (Coop-Øster Hus) et par con compatriote Timothy Stevens (Vastgoedservice-Golden Palace). Une chute survient dans le peloton lorsque celui-ci est arrivé pour la onzième place à 36 secondes du vainqueur.
Sur les 188 coureurs qui ont pris le départ, 142 franchissent la ligne d'arrivée.
| Classement final | Classement final     | Classement final | Classement final              | Classement final |
|                  | Coureur              | Pays             | Équipe                        | Temps            |
| ---------------- | -------------------- | ---------------- | ----------------------------- | ---------------- |
| 1er              | Robin Stenuit        | Belgique         | Veranclassic-Ekoï             | en 4 h 3 min 5 s |
| 2e               | Fredrik Strand Galta | Norvège          | Coop-Øster Hus                | m.t              |
| 3e               | Timothy Stevens      | Belgique         | Vastgoedservice-Golden Palace | m.t              |
| 4e               | Dennis Bakker        | Pays-Bas         | Parkhotel Valkenburg          | m.t              |
| 5e               | Nicolas Vereecken    | Belgique         | 3M                            | m.t              |
| 6e               | Floris Smeyers       | Belgique         | Profel United                 | m.t              |
| 7e               | Dries Van Gestel     | Belgique         | Lotto-Soudal U23              | m.t              |
| 8e               | Dimitri Peyskens     | Belgique         | 3M                            | m.t              |
| 9e               | Frederik Frison      | Belgique         | Lotto-Soudal U23              | m.t              |
| 10e              | Tim Rodenburg        | Pays-Bas         | Jo Piels                      | m.t              |
| modifier         |                      |                  |                               |                  |

### Classement de la Topcompétition
Le classement inter-équipes à l'issue du Mémorial Philippe Van Coningsloo fait état de 112 points pour Lotto-Soudal U23, 89 points pour EFC-Etixx, 82 points pour 3M, 81 points pour VL Technics-Experza-Abutriek, 79 points pour BCV Works-Soenens et Prorace, 74 points pour Cibel, 72 points pour Profel United, 70 points pour Ottignies-Perwez, 63 points pour Color Code-Aquality Protect, 60 points pour Baguet-MIBA Poorten-Indulek, 54 points pour Verandas Willems, 49 points pour T.Palm-Pôle Continental Wallon, 40 points pour Van Der Vurst-Hiko, 38 points pour Wallonie-Bruxelles, 22 points pour Asfra Racing Oudenaarde, 16 points pour Veranclassic-Ekoï, 14 points pour Vastgoedservice-Golden Palace et 12 points pour Colba-Superano Ham.

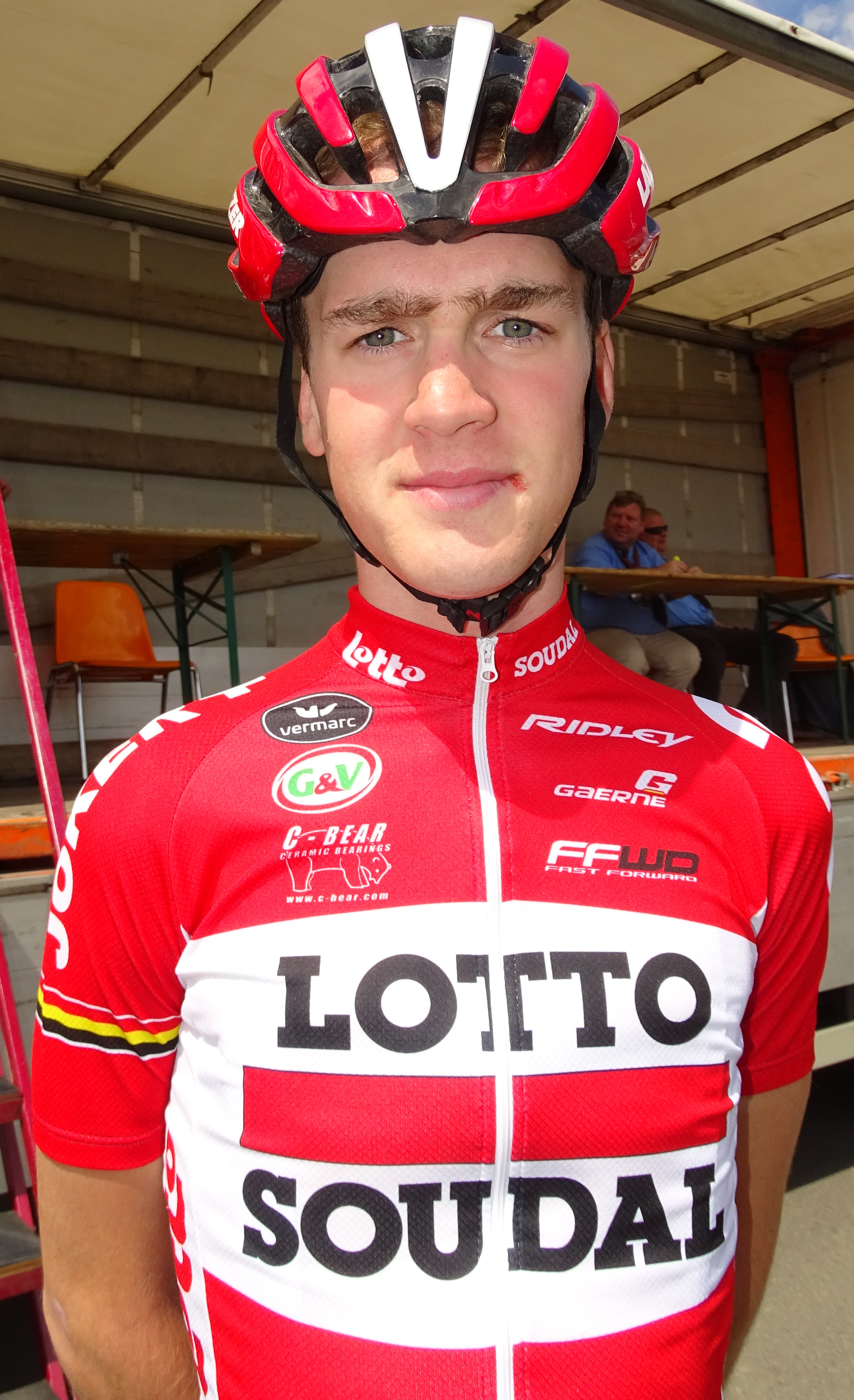
Dries Van Gestel est le leader de la Topcompétition.

| Top dix de la Topcompétition à l'issue de la 4e manche | Top dix de la Topcompétition à l'issue de la 4e manche | Top dix de la Topcompétition à l'issue de la 4e manche | Top dix de la Topcompétition à l'issue de la 4e manche | Top dix de la Topcompétition à l'issue de la 4e manche |
| ------------------------------------------------------ | ------------------------------------------------------ | ------------------------------------------------------ | ------------------------------------------------------ | ------------------------------------------------------ |
|                                                        | Coureur                                                | Pays                                                   | Équipe                                                 | Point(s)                                               |
| 1er                                                    | Dries Van Gestel                                       | Belgique                                               | Lotto-Soudal U23                                       | 69 points                                              |
| 2e                                                     | Nicolas Vereecken                                      | Belgique                                               | 3M                                                     | 58 pts                                                 |
| 3e                                                     | Christophe Noppe                                       | Belgique                                               | EFC-Etixx                                              | 47 pts                                                 |
| 4e                                                     | Robin Mertens                                          | Belgique                                               | Prorace                                                | 46 pts                                                 |
| 5e                                                     | Joeri Stallaert                                        | Belgique                                               | Cibel                                                  | 42 pts                                                 |
| 6e                                                     | Robby Cobbaert                                         | Belgique                                               | BCV Works-Soenens                                      | 42 pts                                                 |
| 7e                                                     | Dimitri Peyskens                                       | Belgique                                               | 3M                                                     | 40 pts                                                 |
| 8e                                                     | Kenneth Van Rooy                                       | Belgique                                               | Lotto-Soudal U23                                       | 39 pts                                                 |
| 9e                                                     | Jori Van Steenberghen                                  | Belgique                                               | Cibel                                                  | 38 pts                                                 |
| 10e                                                    | Dries De Bondt                                         | Belgique                                               | Verandas Willems                                       | 36 pts                                                 |
| modifier                                               |                                                        |                                                        |                                                        |                                                        |

| \| \| Top dix de la Topcompétition à l'issue de la 4e manche[5] \| | \| \| Top dix de la Topcompétition à l'issue de la 4e manche[5] \| | \| \| Top dix de la Topcompétition à l'issue de la 4e manche[5] \| | \| \| Top dix de la Topcompétition à l'issue de la 4e manche[5] \| |
| ------------------------------------------------------------------ | ------------------------------------------------------------------ | ------------------------------------------------------------------ | ------------------------------------------------------------------ |
|                                                                    | Équipe                                                             | Pays                                                               | Point(s)                                                           |
| 1                                                                  | Lotto-Soudal U23                                                   | Belgique                                                           | 112                                                                |
| 2                                                                  | EFC-Etixx                                                          | Belgique                                                           | 89                                                                 |
| 3                                                                  | 3M                                                                 | Belgique                                                           | 82                                                                 |
| 4                                                                  | VL Technics-Experza-Abutriek                                       | Belgique                                                           | 81                                                                 |
| 5                                                                  | BCV Works-Soenens                                                  | Belgique                                                           | 79                                                                 |
| 6                                                                  | Prorace                                                            | Belgique                                                           | 79                                                                 |
| 7                                                                  | Cibel                                                              | Belgique                                                           | 74                                                                 |
| 8                                                                  | Profel United                                                      | Belgique                                                           | 72                                                                 |
| 9                                                                  | Ottignies-Perwez                                                   | Belgique                                                           | 70                                                                 |
| 10                                                                 | Color Code-Aquality Protect                                        | Belgique                                                           | 63                                                                 |
|                                                                    | Top dix de la Topcompétition à l'issue de la 4e manche             |                                                                    |                                                                    |

|  | Top dix de la Topcompétition à l'issue de la 4e manche |

### UCI Europe Tour
Ce Mémorial Philippe Van Coningsloo attribue des points pour l'UCI Europe Tour 2015, par équipes seulement aux coureurs des équipes continentales professionnelles et continentales, individuellement à tous les coureurs sauf ceux faisant partie d'une équipe ayant un label WorldTeam.
| Position,          | 1er | 2e | 3e | 4e | 5e | 6e | 7e | 8e |
| Classement général | 40  | 30 | 16 | 12 | 10 | 8  | 6  | 3  |

Ainsi, Robin Stenuit (1er) remporte quarante points, Fredrik Strand Galta (2e) trente points, Timothy Stevens (3e) seize points, Dennis Bakker (4e) douze points, Nicolas Vereecken (5e) dix points, Floris Smeyers (6e) huit points, Dries Van Gestel (7e) six points et Dimitri Peyskens (8e) trois points.

## Liste des participants
- Liste de départ complète

| Légende | Légende                                                                        | Légende | Légende                                                    |
| ------- | ------------------------------------------------------------------------------ | ------- | ---------------------------------------------------------- |
| Num     | Dossard de départ porté par le coureur sur ce Mémorial Philippe Van Coningsloo | Pos     | Position à l'arrivée de la course                          |
|         | Indique un maillot de champion national ou mondial, suivi de sa spécialité     | NP      | Indique un coureur qui n'a pas pris le départ de la course |
| AB      | Indique un coureur qui n'a pas terminé la course                               | HD      | Indique un coureur qui a terminé la course hors des délais |

| Lotto-Soudal U23 LTU              | Lotto-Soudal U23 LTU    | Lotto-Soudal U23 LTU |
| --------------------------------- | ----------------------- | -------------------- |
| Num                               | Coureur                 | Pos                  |
| 1                                 | Maarten Craeghs (BEL)   | 108e                 |
| 2                                 | Frederik Frison (BEL)   | 9e                   |
| 3                                 | Michael Goolaerts (BEL) | 19e                  |
| 4                                 | Ruben Pols (BEL)        | 127e                 |
| 5                                 | Dries Van Gestel (BEL)  | 7e                   |
| 6                                 | Kenneth Van Rooy (BEL)  | 92e                  |
| 7                                 | Laurens De Plus (BEL)   | 36e                  |
| Directeur sportif : Dirk Aernouts |                         |                      |

| EFC-Etixx EFC                    | EFC-Etixx EFC          | EFC-Etixx EFC |
| -------------------------------- | ---------------------- | ------------- |
| Num                              | Coureur                | Pos           |
| 8                                | Dennis Delmotte (BEL)  | 55e           |
| 9                                | Maxime Farazijn (BEL)  | AB            |
| 10                               | Gilles Loncin (BEL)    | AB            |
| 11                               | Gill Meheus (BEL)      | AB            |
| 12                               | Christophe Noppe (BEL) | 20e           |
| 13                               | Miel Pyfferoen (BEL)   | 72e           |
| 14                               | Jordi Warlop (BEL)     | 78e           |
| Directeur sportif : Benny Engels |                        |               |

| Color Code-Aquality Protect CCB          | Color Code-Aquality Protect CCB | Color Code-Aquality Protect CCB |
| ---------------------------------------- | ------------------------------- | ------------------------------- |
| Num                                      | Coureur                         | Pos                             |
| 15                                       | Florent Delfosse (BEL)          | 54e                             |
| 16                                       | Anthony Vandrepotte (BEL)       | 136e                            |
| 17                                       | Tom Galle (BEL)                 | 115e                            |
| 18                                       | Loïc Hennaux (BEL)              | AB                              |
| 19                                       | Martin Palm (BEL)               | 106e                            |
| 20                                       | Maximilien Picoux (BEL)         | AB                              |
| 21                                       | Hugo De Winter (BEL)            | AB                              |
| Directeur sportif : Christophe Detilloux |                                 |                                 |

| Verandas Willems WIL                  | Verandas Willems WIL | Verandas Willems WIL |
| ------------------------------------- | -------------------- | -------------------- |
| Num                                   | Coureur              | Pos                  |
| 22                                    | Joeri Calleeuw (BEL) | 17e                  |
| 23                                    | Dries De Bondt (BEL) | 26e                  |
| 24                                    | Emiel Wastyn (BEL)   | 24e                  |
| 25                                    | Joren Touquet (BEL)  | 81e                  |
| 26                                    | Daan Myngheer (BEL)  | 103e                 |
| 27                                    | Jérôme Kerf (BEL)    | 21e                  |
| 28                                    | Sten Van Gucht (BEL) | 94e                  |
| Directeur sportif : Gautier De Winter |                      |                      |

| BCV Works-Soenens BCV           | BCV Works-Soenens BCV    | BCV Works-Soenens BCV |
| ------------------------------- | ------------------------ | --------------------- |
| Num                             | Coureur                  | Pos                   |
| 29                              | Robby Cobbaert (BEL)     | 41e                   |
| 30                              | Michael Cools (BEL)      | AB                    |
| 31                              | Robbe Vangheluwe (BEL)   | 60e                   |
| 32                              | Edward Planckaert (BEL)  | 99e                   |
| 33                              | Alessandro Soenens (BEL) | 67e                   |
| 34                              | Thomas Vanbesien (BEL)   | 46e                   |
| 35                              | Jordy Vanmeenen (BEL)    | AB                    |
| Directeur sportif : Nico Debaes |                          |                       |

| 3M MMM                           | 3M MMM                     | 3M MMM |
| -------------------------------- | -------------------------- | ------ |
| Num                              | Coureur                    | Pos    |
| 36                               | Geert van der Weijst (NED) | AB     |
| 37                               | Dimitri Peyskens (BEL)     | 8e     |
| 38                               | Tim Vanspeybroeck (BEL)    | 27e    |
| 39                               | Nicolas Vereecken (BEL)    | 5e     |
| 40                               | Christophe Sleurs (BEL)    | 79e    |
| 41                               | Martijn Degreve (BEL)      | 105e   |
| 42                               | Melvin van Zijl (NED)      | 35e    |
| Directeur sportif : Frank Boeckx |                            |        |

| Cibel CIB                               | Cibel CIB                   | Cibel CIB |
| --------------------------------------- | --------------------------- | --------- |
| Num                                     | Coureur                     | Pos       |
| 43                                      | Glenn Rotty (BEL)           | 34e       |
| 44                                      | Kevin De Jonghe (BEL)       | 91e       |
| 45                                      | Kenny Goossens (BEL)        | AB        |
| 46                                      | Joeri Stallaert (BEL)       | 15e       |
| 47                                      | Niels Van Dorsselaer (BEL)  | AB        |
| 48                                      | Benjamin Verraes (BEL)      | 51e       |
| 49                                      | Jori Van Steenberghen (BEL) | 25e       |
| Directeur sportif : Gaspard Van Petegem |                             |           |

| Ottignies-Perwez OTP                 | Ottignies-Perwez OTP       | Ottignies-Perwez OTP |
| ------------------------------------ | -------------------------- | -------------------- |
| Num                                  | Coureur                    | Pos                  |
| 50                                   | Arne Casier (BEL)          | AB                   |
| 51                                   | Dylan Bodchon (BEL)        | AB                   |
| 52                                   | Julien Dechesne (BEL)      | 37e                  |
| 53                                   | Christopher Deguelle (BEL) | 139e                 |
| 54                                   | Jelle Goderis (BEL)        | 84e                  |
| 55                                   | Grégory La Rose (BEL)      | 141e                 |
| 56                                   | Arnaud Voss (BEL)          | 50e                  |
| Directeur sportif : Ludivine Henrion |                            |                      |

| VL Technics-Experza-Abutriek VLT     | VL Technics-Experza-Abutriek VLT | VL Technics-Experza-Abutriek VLT |
| ------------------------------------ | -------------------------------- | -------------------------------- |
| Num                                  | Coureur                          | Pos                              |
| 57                                   | Tom Bosmans (BEL)                | 66e                              |
| 58                                   | Mathias De Witte (BEL)           | 80e                              |
| 59                                   | Tuur Deprez (BEL)                | 38e                              |
| 60                                   | Brent Van De Kerkhove (BEL)      | 133e                             |
| 61                                   | Guillaume Seye (BEL)             | 128e                             |
| 62                                   | Laurent Pieters (BEL)            | 142e                             |
| 63                                   | Floris Thoré (BEL)               | AB                               |
| Directeur sportif : Rudy Vandenheede |                                  |                                  |

| Prorace PRO                       | Prorace PRO            | Prorace PRO |
| --------------------------------- | ---------------------- | ----------- |
| Num                               | Coureur                | Pos         |
| 64                                |                        |             |
| 65                                | Gertjan De Sy (BEL)    | 68e         |
| 66                                | Joaquim Durant (BEL)   | AB          |
| 67                                | Marc Franken (BEL)     | 114e        |
| 68                                | Stijn Mortelmans (BEL) | 62e         |
| 69                                | Robin Mertens (BEL)    | 22e         |
| 70                                | Josh Teasdale (GBR)    | AB          |
| Directeur sportif : Benny Willems |                        |             |

| T.Palm-Pôle Continental Wallon PCW     | T.Palm-Pôle Continental Wallon PCW | T.Palm-Pôle Continental Wallon PCW |
| -------------------------------------- | ---------------------------------- | ---------------------------------- |
| Num                                    | Coureur                            | Pos                                |
| 71                                     | Jonathan Baratto (BEL)             | 71e                                |
| 72                                     | Guillaume Haag (BEL)               | 59e                                |
| 73                                     | Alexandre Seny (BEL)               | 135e                               |
| 74                                     | Jeff Peelaers (BEL)                | 95e                                |
| 75                                     | Ian Vansumere (BEL)                | 123e                               |
| 76                                     | Maxime Vekeman (BEL)               | 44e                                |
| 77                                     | Thomas Armstrong (GBR)             | AB                                 |
| Directeur sportif : Pascal Pieterarens |                                    |                                    |

| Wallonie-Bruxelles WBC                | Wallonie-Bruxelles WBC  | Wallonie-Bruxelles WBC |
| ------------------------------------- | ----------------------- | ---------------------- |
| Num                                   | Coureur                 | Pos                    |
| 78                                    | Maxime Anciaux (BEL)    | AB                     |
| 79                                    | Tom Dernies (BEL)       | 88e                    |
| 80                                    | Antoine Warnier (BEL)   | 45e                    |
| 81                                    | Ludwig De Winter (BEL)  | 86e                    |
| 82                                    | Gaëtan Pons (BEL)       | 90e                    |
| 83                                    | Jonathan Dufrasne (BEL) | 89e                    |
| 84                                    | Kevyn Ista (BEL)        | 33e                    |
| Directeur sportif : Frédéric Amorison |                         |                        |

| Van Der Vurst-Hiko VDV             | Van Der Vurst-Hiko VDV    | Van Der Vurst-Hiko VDV |
| ---------------------------------- | ------------------------- | ---------------------- |
| Num                                | Coureur                   | Pos                    |
| 85                                 | Alfdan De Decker (BEL)    | 57e                    |
| 86                                 | Johannes De Paepe (BEL)   | 40e                    |
| 87                                 | Jeroen D'Heer (BEL)       | 122e                   |
| 88                                 | Axel Gremelpont (BEL)     | 125e                   |
| 89                                 | Stijn De Bock (BEL)       | AB                     |
| 90                                 | Yorick Slagmulders (BEL)  | 137e                   |
| 91                                 | Frederik Vandewiele (BEL) | 130e                   |
| Directeur sportif : Jurgen De Smet |                           |                        |

| Veranclassic-Ekoï VER              | Veranclassic-Ekoï VER           | Veranclassic-Ekoï VER |
| ---------------------------------- | ------------------------------- | --------------------- |
| Num                                | Coureur                         | Pos                   |
| 92                                 | Niels De Rooze (BEL)            | 64e                   |
| 93                                 | David Desmecht (BEL)            | AB                    |
| 94                                 | Francesco Van Coppernolle (BEL) | AB                    |
| 95                                 | Robin Stenuit (BEL)             | 1er                   |
| 96                                 | Julien Van Den Brande (BEL)     | AB                    |
| 97                                 | Dirk Finders (GER)              | 69e                   |
| 98                                 | Yu Takenouchi (JPN)             | NP                    |
| Directeur sportif : Geoffrey Coupé |                                 |                       |

| Baguet-MIBA Poorten-Indulek BMP     | Baguet-MIBA Poorten-Indulek BMP | Baguet-MIBA Poorten-Indulek BMP |
| ----------------------------------- | ------------------------------- | ------------------------------- |
| Num                                 | Coureur                         | Pos                             |
| 99                                  | Niels Vandyck (BEL)             | 42e                             |
| 100                                 | Ruben Geerinckx (BEL)           | 18e                             |
| 101                                 | Dante Verlee (BEL)              | AB                              |
| 102                                 | Jens Moens (BEL)                | 100e                            |
| 103                                 | Jasper Van Der Schelden (BEL)   | 138e                            |
| 104                                 | Lucas De Vos (BEL)              | AB                              |
| 105                                 | Killian Michiels (BEL)          | 28e                             |
| Directeur sportif : Pascal De Weerd |                                 |                                 |

| Asfra Racing Oudenaarde ASF   | Asfra Racing Oudenaarde ASF | Asfra Racing Oudenaarde ASF |
| ----------------------------- | --------------------------- | --------------------------- |
| Num                           | Coureur                     | Pos                         |
| 106                           | Matthias Coppens (BEL)      | AB                          |
| 107                           | Arne Opsomer (BEL)          | AB                          |
| 108                           | Glenn Velle (BEL)           | 121e                        |
| 109                           | Pieter Verwee (BEL)         | AB                          |
| 110                           | Kevin Verwaest (BEL)        | 129e                        |
| 111                           | Jellen Schiettecatte (BEL)  | AB                          |
| 112                           | Dan Whelan (GBR)            | AB                          |
| Directeur sportif : Luc Assez |                             |                             |

| Vastgoedservice-Golden Palace VGS  | Vastgoedservice-Golden Palace VGS | Vastgoedservice-Golden Palace VGS |
| ---------------------------------- | --------------------------------- | --------------------------------- |
| Num                                | Coureur                           | Pos                               |
| 113                                | Dennis Coenen (BEL)               | 48e                               |
| 114                                | Alexander Cools (BEL)             | 120e                              |
| 115                                | Sam Lennertz (BEL)                | 126e                              |
| 116                                | Kevin Peeters (BEL)               | AB                                |
| 117                                | Rob Ruijgh (NED)                  | 65e                               |
| 118                                | Timothy Stevens (BEL)             | 3e                                |
| 119                                | Jordi Van Dingenen (BEL)          | AB                                |
| Directeur sportif : Stijn Van Hout |                                   |                                   |

| Profel United PFU                | Profel United PFU    | Profel United PFU |
| -------------------------------- | -------------------- | ----------------- |
| Num                              | Coureur              | Pos               |
| 120                              | Michiel Broes (BEL)  | 39e               |
| 121                              | Sander Elen (BEL)    | 52e               |
| 122                              | Jeroen Eyskens (BEL) | 29e               |
| 123                              | Glenn Debruyne (BEL) | 63e               |
| 124                              | Niels Reynvoet (BEL) | 32e               |
| 125                              | Floris Smeyers (BEL) | 6e                |
| 126                              | Tom Vermeer (NED)    | 58e               |
| Directeur sportif : Johan Remels |                      |                   |

| Colba-Superano Ham CSH            | Colba-Superano Ham CSH    | Colba-Superano Ham CSH |
| --------------------------------- | ------------------------- | ---------------------- |
| Num                               | Coureur                   | Pos                    |
| 127                               | Jelle Mannaerts (BEL)     | 14e                    |
| 128                               | Bryan Verdoolaeghe (BEL)  | 131e                   |
| 129                               | Kevin Suarez (BEL)        | 134e                   |
| 130                               | Jelle Donders (BEL)       | 109e                   |
| 131                               | Nick van der Meer (NED)   | 30e                    |
| 132                               | Quincy Vens (BEL)         | AB                     |
| 133                               | Egidijus Juodvalkis (LTU) | 102e                   |
| Directeur sportif : David Baudson |                           |                        |

| AWT-Greenway AWT                | AWT-Greenway AWT               | AWT-Greenway AWT |
| ------------------------------- | ------------------------------ | ---------------- |
| Num                             | Coureur                        | Pos              |
| 134                             | Rayane Bouhanni (FRA)          | AB               |
| 135                             | Erik Baška (SVK)               | 13e              |
| 136                             | Alexis Guérin (FRA)            | 49e              |
| 137                             | Przemysław Kasperkiewicz (POL) | 87e              |
| 138                             | Jakub Novák (CZE)              | 85e              |
| 139                             | Roman Lehký (CZE)              | AB               |
| 140                             | Michal Schlegel (CZE)          | 97e              |
| Directeur sportif : René Andrle |                                |                  |

| Coop-Øster Hus COH                    | Coop-Øster Hus COH           | Coop-Øster Hus COH |
| ------------------------------------- | ---------------------------- | ------------------ |
| Num                                   | Coureur                      | Pos                |
| 141                                   | Håvard Blikra (NOR)          | 23e                |
| 142                                   | Fredrik Strand Galta (NOR)   | 2e                 |
| 143                                   | Håkon Frengstad Berger (NOR) | 110e               |
| 144                                   | Markus Hoelgaard (NOR)       | 113e               |
| 145                                   |                              |                    |
| 146                                   | August Jensen (NOR)          | 31e                |
| 147                                   | Magnus Børresen (NOR)        | 93e                |
| Directeur sportif : Gilbert De Weerdt |                              |                    |

| Metec-TKH-Mantel MET                     | Metec-TKH-Mantel MET   | Metec-TKH-Mantel MET |
| ---------------------------------------- | ---------------------- | -------------------- |
| Num                                      | Coureur                | Pos                  |
| 148                                      | Johim Ariesen (NED)    | 16e                  |
| 149                                      | Remco te Brake (NED)   | 83e                  |
| 150                                      | Niels Goeree (NED)     | 77e                  |
| 151                                      | Stefan Kreder (NED)    | 96e                  |
| 152                                      | Wouter Leten (BEL)     | 82e                  |
| 153                                      | Rick Goeree (NED)      | AB                   |
| 154                                      | Dries Hollanders (BEL) | AB                   |
| Directeur sportif : Adri van Houwelingen |                        |                      |

| Parkhotel Valkenburg PVC       | Parkhotel Valkenburg PVC | Parkhotel Valkenburg PVC |
| ------------------------------ | ------------------------ | ------------------------ |
| Num                            | Coureur                  | Pos                      |
| 155                            | Dennis Bakker (NED)      | 4e                       |
| 156                            | Dion Beukeboom (NED)     | 11e                      |
| 157                            | Jurgen van Diemen (NED)  | AB                       |
| 158                            | Bram Nolten (NED)        | AB                       |
| 159                            |                          |                          |
| 160                            | Wim Stroetinga (NED)     | 12e                      |
| 161                            |                          |                          |
| Directeur sportif : Paul Tabak |                          |                          |

| Jo Piels CJP                     | Jo Piels CJP          | Jo Piels CJP |
| -------------------------------- | --------------------- | ------------ |
| Num                              | Coureur               | Pos          |
| 162                              | Adriaan Janssen (NED) | 111e         |
| 163                              | Stephan Bakker (NED)  | 112e         |
| 164                              | Tim Rodenburg (NED)   | 10e          |
| 165                              | Rens te Stroet (NED)  | 107e         |
| 166                              | Jeff Vermeulen (NED)  | 61e          |
| 167                              |                       |              |
| 168                              |                       |              |
| Directeur sportif : Han Vaanhold |                       |              |

| Équipe nationale de Nouvelle-Zélande NZL | Équipe nationale de Nouvelle-Zélande NZL | Équipe nationale de Nouvelle-Zélande NZL |
| ---------------------------------------- | ---------------------------------------- | ---------------------------------------- |
| Num                                      | Coureur                                  | Pos                                      |
| 169                                      | Pieter Bulling (NZL)                     | 116e                                     |
| 170                                      | Alex Frame (NZL)                         | 56e                                      |
| 171                                      | Nick Kergozou (NZL)                      | 118e                                     |
| 172                                      | Marc Ryan (NZL)                          | AB                                       |
| 173                                      | Nick Bain (NZL)                          | AB                                       |
| 174                                      | Cameron Karwowski (NZL)                  | 117e                                     |
| 175                                      | Luke Mudgway (NZL)                       | 70e                                      |
| Directeur sportif : Dirk Van Hove        |                                          |                                          |

| Toekomstvrienden-Rock Werchter TOE | Toekomstvrienden-Rock Werchter TOE | Toekomstvrienden-Rock Werchter TOE |
| ---------------------------------- | ---------------------------------- | ---------------------------------- |
| Num                                | Coureur                            | Pos                                |
| 176                                | Kenny Willems (BEL)                | 47e                                |
| 177                                | Robby Willems (BEL)                | 53e                                |
| 178                                | Jasper De Proost (BEL)             | 140e                               |
| 179                                | Yves Coolen (BEL)                  | 104e                               |
| 180                                | Joni Geeraerts (BEL)               | 98e                                |
| 181                                | Jelle Cant (BEL)                   | 43e                                |
| 182                                | Sven Moris (BEL)                   | AB                                 |
| Directeur sportif : Geert Hye      |                                    |                                    |

| Start-Massi STF                     | Start-Massi STF         | Start-Massi STF |
| ----------------------------------- | ----------------------- | --------------- |
| Num                                 | Coureur                 | Pos             |
| 183                                 | Marco-Tapio Niemi (FIN) | AB              |
| 184                                 | Jeison Prada (COL)      | AB              |
| 185                                 | Daniel Quicibal (GUA)   | AB              |
| 186                                 | Andreas Keuser (GER)    | 124e            |
| 187                                 | Christoph Danner (GER)  | AB              |
| 188                                 | Axel Costa (ESP)        | 74e             |
| 189                                 | Marc Vilanova (ESP)     | AB              |
| Directeur sportif : Mauricio Frazer |                         |                 |

| An Post-ChainReaction SKT          | An Post-ChainReaction SKT         | An Post-ChainReaction SKT |
| ---------------------------------- | --------------------------------- | ------------------------- |
| Num                                | Coureur                           | Pos                       |
| 190                                | Paulius Šiškevičius (LTU) (Route) | 132e                      |
| 191                                |                                   |                           |
| 192                                | Alistair Slater (GBR)             | 73e                       |
| 193                                | Jordan Stannus (AUS)              | 76e                       |
| 194                                | Eoin McCarthy (IRL)               | 75e                       |
| 195                                | Conor Dunne (IRL)                 | 101e                      |
| 196                                | Alexander Maes (BEL)              | 119e                      |
| Directeur sportif : Andy Van Houdt |                                   |                           |